# Mieczysław Broniszewski
Mieczysław Broniszewski (ur. 30 grudnia 1948 w Karczewie) – polski piłkarz i trener piłkarski. Przez blisko dwadzieścia lat pracował jako szkoleniowiec dzieci i młodzieży; był selekcjonerem kadry juniorów oraz U-21. Od połowy lat 90. prowadzi zespoły najczęściej z ekstraklasy, z którymi udanie walczył o pozostanie w lidze.

## Kariera piłkarska
Był zawodnikiem Mazura Karczew i Wisły Płock.

## Kariera szkoleniowa
W latach 70. i 80. pracował jako trener młodzieży. Od 1976 do 1988 był selekcjonerem reprezentacji Polski juniorów. Z drużyną U-20 (w której grali m.in. Józef Wandzik, Mirosław Myśliński, Wiesław Wraga, Joachim Klemenz, Jarosław Bako, Marek Leśniak) zdobył w 1983 brązowy medal Mistrzostw Świata w Meksyku. Z zawodnikami do lat 18 (m.in. Roman Kosecki, Mariusz Kuras, Andrzej Rudy, Jacek Ziober, Mirosław Dreszer) zdobył w 1984 srebrny medal na mistrzostwach Europy. W latach 90. przez półtora roku pełnił również funkcję trenera kadry U-21, którą łączył z pracą asystenta Henryka Apostela w dorosłej reprezentacji. Apostelowi pomagał także w Wiśle Kraków, którą w sezonie 1995–96 wprowadzili do ekstraklasy.
W ostatnim czasie stał się specjalistą od ratowania drużyn przed spadkiem. Był zatrudniany w charakterze strażaka w Stomilu Olsztyn, Górniku Zabrze, Polonii Warszawa i Radomiaku Radom i wszystkie te zespoły zdołał utrzymać w lidze. Podobna sztuka nie udała mu się w GKS Katowice w sezonie 2004–05, ale klub ten prowadził tylko w pięciu meczach. Po rezygnacji Zbigniewa Bońka w listopadzie 2002 jego nazwisko pojawiło się wśród kandydatów na selekcjonera reprezentacji Polski.
Od 5 grudnia 2008 do 28 kwietnia 2009 był trenerem I-ligowego Stilonu Gorzów. Od lutego 2011 roku był (po raz drugi) trenerem Wisły Płock. Głównym celem trenera Broniszewskiego był awans do I ligi, cel ten udało się trenerowi zrealizować „rzutem na taśmę” w ostatniej kolejce sezonu.

## Życie prywatne
Jego syn jest prawnikiem, który bronił Zagłębie Lubin przed karną degradacją za korupcję. Jego syn Marcin również jest trenerem.

## Sukcesy szkoleniowe
- brązowy medal Mistrzostw Świata 1983 z reprezentacją Polski U-20
- brązowy medal mistrzostw Europy 1984 z reprezentacją Polski U-18
- awans do ekstraklasy w sezonie 2001–02 z Wisłą Płock